# Złota godzina

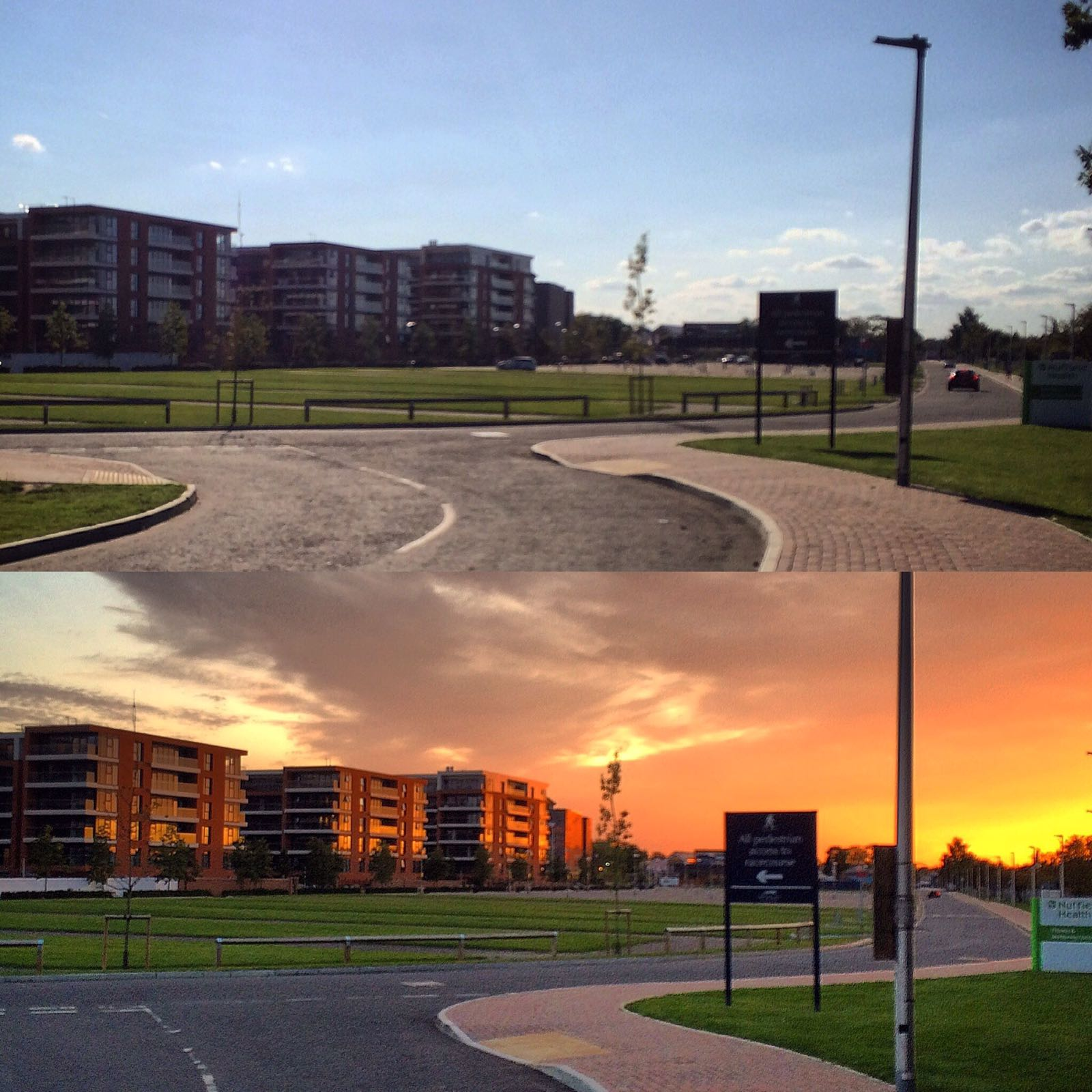
Porównanie dnia i złotej godziny

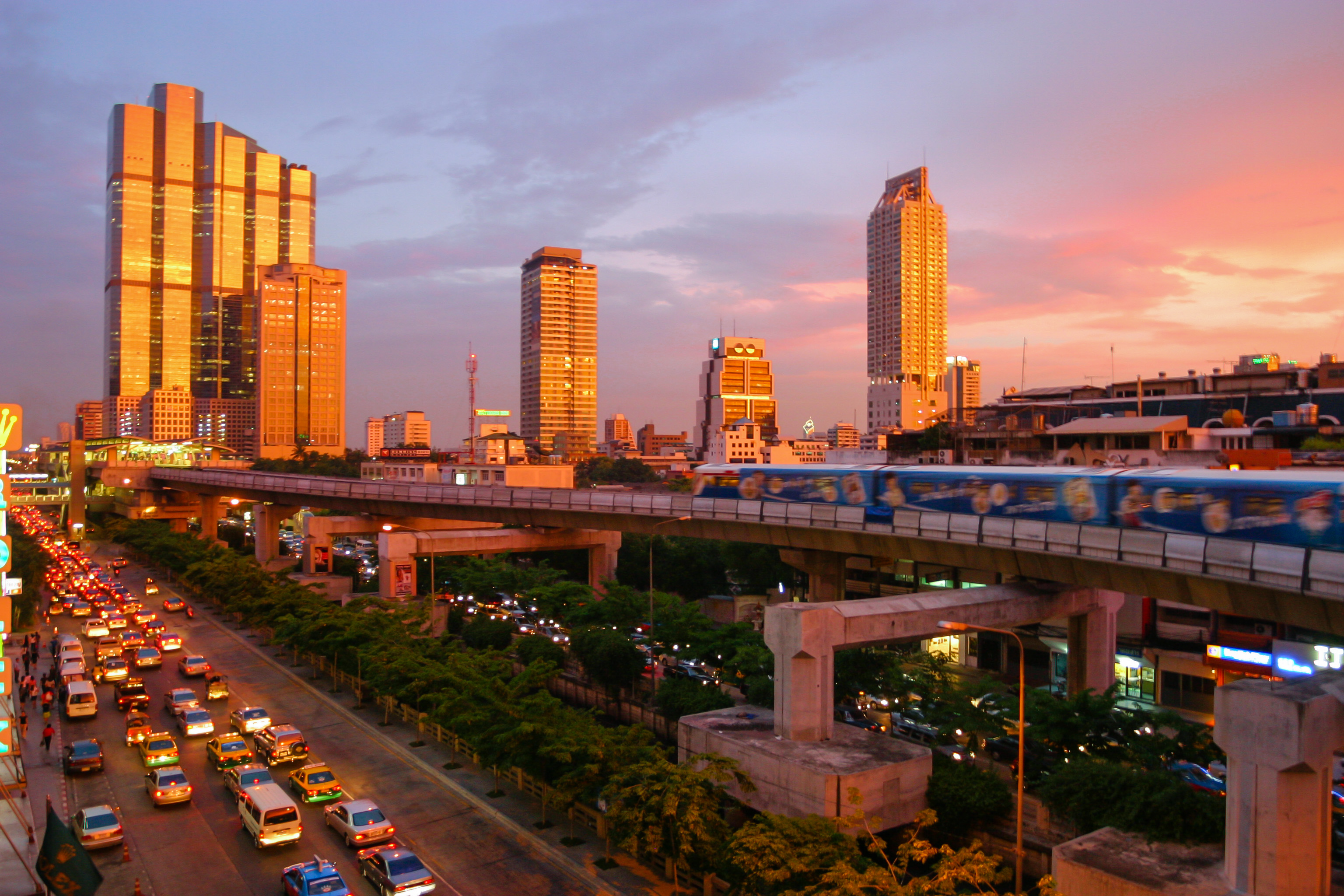
Bangkok – w czasie trwania złotej godziny

Złota godzina (ang. Golden hour) – w fotografii pora dnia po wschodzie oraz przed zachodem słońca, w której występuje szczególne oświetlenie. Słońce emituje wtedy charakterystyczne światło o złotym odcieniu (stąd wynika nazwa). Według wielu fotografów złota godzina jest najlepszą porą do wykonywania zdjęć krajobrazowych ze względu na specyficzny odcień oraz miękkie światło padające od strony nisko położonej tarczy słońca. Wbrew swojej nazwie, czas trwania złotej godziny jest różny i zależny od szerokości geograficznej. Im bliżej równika, tym czas ten będzie krótszy (nawet do kilku minut). Bliżej bieguna czas ten ulega zwiększeniu. W Polsce złota godzina trwa ok. 40 minut.